# Пухкалов, Олег Андреевич
Олег Андреевич Пухкалов — советский хозяйственный и государственный деятель, лауреат Государственной премии СССР за выдающиеся достижения в труде.

## Биография
Родился в 1951 году в Новокузнецке. Член КПСС.
В 1967—1975 — строитель, военнослужащий Советской армии, монтажник «Кузнецкшахтостроя».
В 1975—1991 — монтажник, комсорг, бригадир комсомольско-молодежной бригады монтажников, мастер-бригадир, старший прораб специализированного строительно-монтажного поезда «Кузбасс».
Участник строительства БАМ, создания посёлка Беркакит, объектов Южно-Якутского угольного бассейна, жилищного строительства в городе Нерюнгри Якутской АССР.
За большой личный вклад в наращивание темпов добычи угля был в составе коллектива удостоен Государственной премии СССР за выдающиеся достижения в труде 1985 года.
Живёт в Анапе. 

## Награды
- Орден Ленина
- Орден Знак Почёта